# Ward Lemmelijn
Ward Lemmelijn (8 maart 1997) is een Belgisch roeier. Hij werd zowel Europees als wereldkampioen indoorroeien.

## Loopbaan
Lemmelijn voetbalde in de jeugd onder andere bij Roda JC Kerkrade. Hij zette bij de aanvang van zijn hogere studies een stap terug en ging bij URSL Visé voetballen. Op de Hogeschool PXL ontdekte hij zijn aanleg voor het roeien. Begin 2018 werd hij Belgisch kampioen indoorroeien.
In 2019 werd Lemmelijn zowel Europees als wereldkampioen indoor roeien op de 2000 m bij de U23. Het jaar nadien werd hij ook wereldkampioen U23 op de 500 m.  Eind 2020 werd hij voor het eerst Europees kampioen bij de senioren. Ook op het wereldkampioenschap begin 2021 werd hij voor de eerste keer wereldkampioen bij de senioren.
Lemmelijn, die de ambitie heeft deel te nemen aan de Olympische Zomerspelen van 2024 werd in 2021 voor het eerst Belgisch kampioen in de skiff. Hij mocht deelnemen aan de olympische kwalificatietornooien in Varese en Luzern, maar kon zich niet plaatsen voor de Spelen.
Begin 2022 kon Lemmelijn zijn wereldtitel indoorroeien verlengen. Nadat hij in 2023 de titel aan de Duitser Oliver Zeidler had moeten laten, werd hij 2024 in Praag opnieuw wereldkampioen.

## Uitslagen

### Roeien
- 2021:  Belgisch kampioenschap M1x

### Indoorroeien

#### 500 m
- 2018:  Belgisch kampioenschap
- 2020:  Wereldkampioenschap U23 - 1.17,7

#### 2000 m
- 2018:  Belgisch kampioenschap
- 2019:  Belgisch kampioenschap
- 2019:  Europees kampioenschap U23 - 5.51,7
- 2019:  Wereldkampioenschap U23 - 5.50,3
- 2020:  Wereldkampioenschap U23
- 2020:  Europese kampioenschap - 5.47,6
- 2021:  Wereldkampioenschap - 5.47,7
- 2022:  Wereldkampioenschap - 5.41,7
- 2023:  Wereldkampioenschap - 5.39,7
- 2024:  Wereldkampioenschap - 5.43,2

## Varia
In 2020 won Lemmelijn de studentenversie van De Container Cup. Hij maakte indruk door maar liefst 44 seconden sneller te zijn dan Mathieu van der Poel, de winnaar bij de topsporters. Het jaar nadien won hij de tweede versie bij de topsporters.
In 2022 was Lemmelijn een van de 18 bekende Vlamingen die deelnam aan het spelprogramma De Verraders op VTM. In 2025 nam hij op dezelfde zender deel aan Dancing with the Stars. Hij won dit samen met zijn danspartner Yulia Düll Dursin.